# Perz sitowy
Perz sitowy (Elymus farctus) – gatunek byliny z rodziny wiechlinowatych, różnie ujmowany taksonomicznie – jako Elymus farctus lub Thinopyrum junceiforme‎. 

## Rozmieszczenie geograficzne
Jako gatunek rodzimy występuje na wybrzeżach Europy od Francji po Półwysep Skandynawski i kraje bałtyckie. W Polsce współcześnie występuje na kilku stanowiskach skupionych w trzech obszarach – w okolicy Świnoujścia, Darłowa i nad Zatoką Gdańską.

## Morfologia

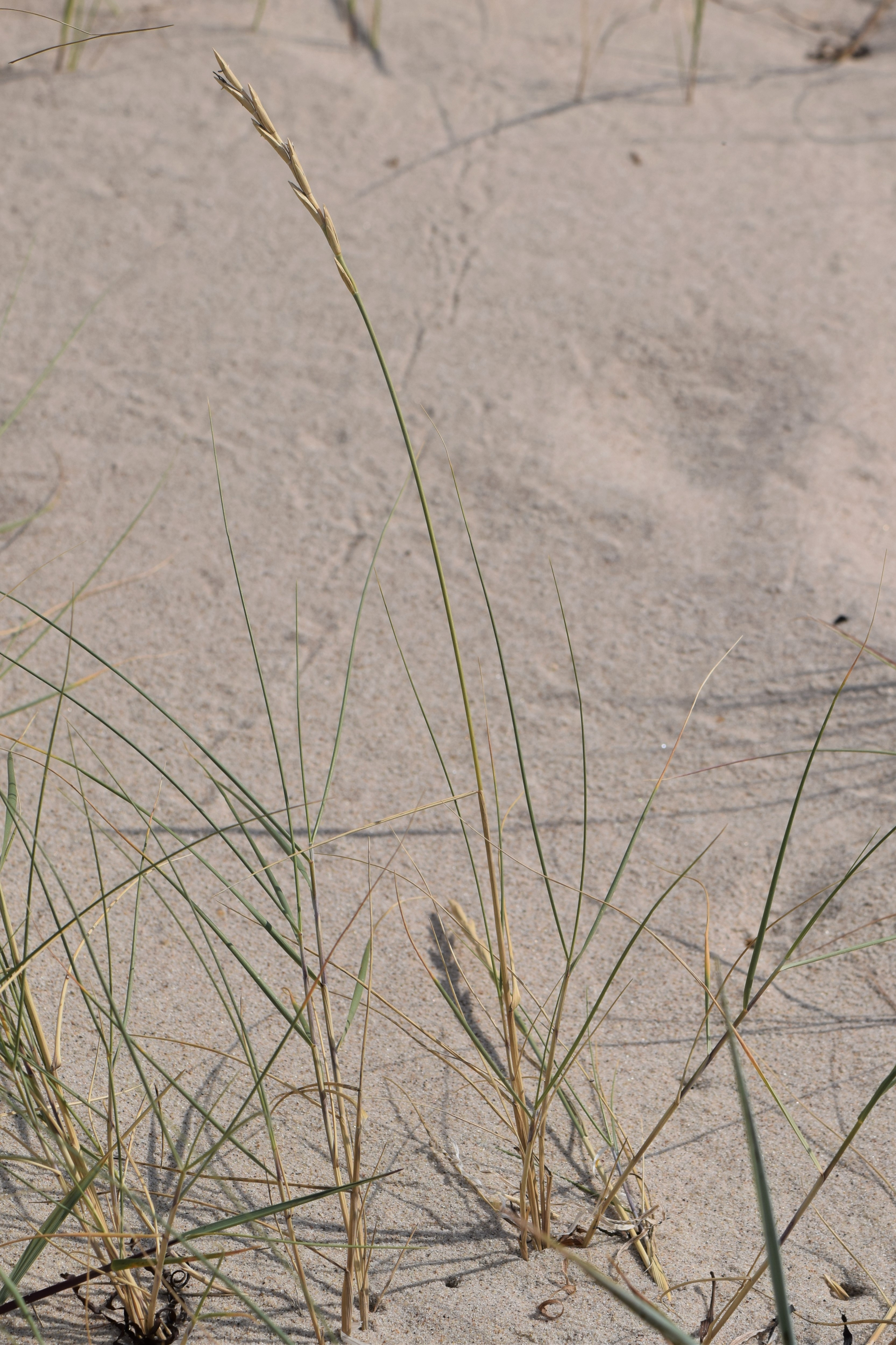
Pokrój

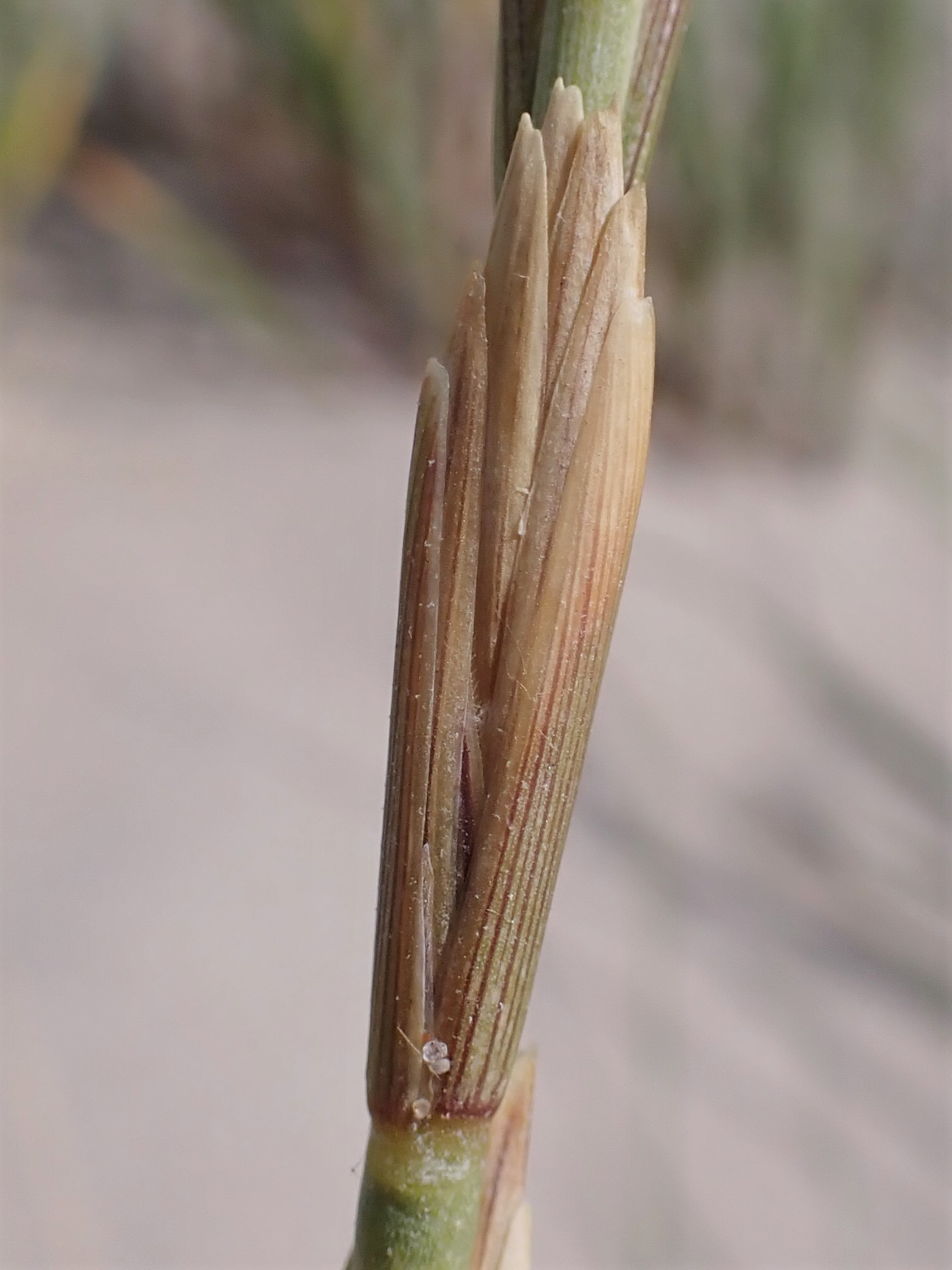
Kłosek

ŁodygaŹdźbło do 70 cm wysokości.
LiścieZwijające się, z wyraźnymi, miękko owłosionymi żebrami na stronie górnej.
KwiatyZebrane w niezbyt liczne, siedzące, 5-8-kwiatowe kłoski o długości 1,5–3 cm, te z kolei zebrane w prosty kłos. Plewa 9-11 nerwowa, tępa.

## Biologia i ekologia
Bylina, hemikryptofit. Rośnie na wydmach. Kwitnie w czerwcu. Gatunek charakterystyczny zespołu Honckenyo-Agropyretum juncei.

## Zmienność
Gatunek zróżnicowany na cztery podgatunki:
- Elymus farctus subsp. farctus
- Elymus farctus subsp. bessarabicus (Savul. & Rayss) Melderis - występuje w południowej i południowo-wschodniej Europie i Turcji
- Elymus farctus subsp. borealiatlanticus (Simonet & Guin.) Melderis - rośnie w północnej i zachodniej Europie oraz w północnej Afryce
- Elymus farctus subsp. rechingeri (Runemark) Melderis - występuje w basenie Morza Egejskiego i w Egipcie

## Zagrożenia
Roślina umieszczona na Czerwonej liście roślin i grzybów Polski (2006) w grupie gatunków wymierających - krytycznie zagrożonych (kategoria zagrożenia: E). W wydaniu z 2016 roku otrzymała kategorię CR (krytycznie zagrożony).
Znajduje się także w Polskiej Czerwonej Księdze Roślin w kategorii CR (krytycznie zagrożony).